# Loge La Bien Aimée

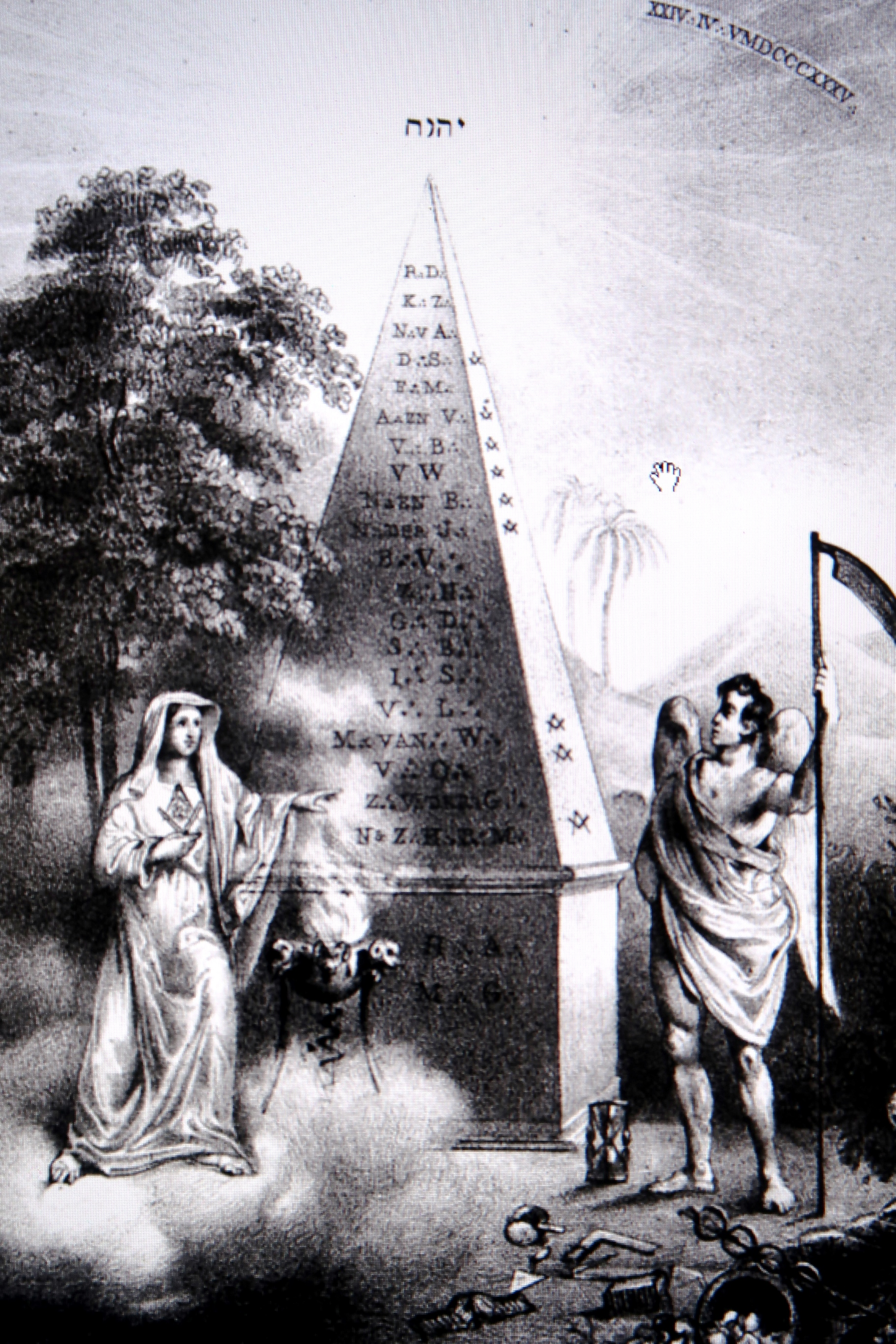

Loge La Bien Aimée is een vrijmetselaarsloge die in 1735 is opgericht in Amsterdam, en valt onder het Grootoosten der Nederlanden.

## Geschiedenis
De loge werd op 24 oktober 1735 opgericht door William Constant Rousset de Missy. Deze datum wordt (traditioneel maar ten onrechte) aangenomen als constitutiedatum. In 1749 ging zij echter in ruste. In 1754 verzochten enkele oud-leden van de Loge ‘De la Paix’ aan Rousset de Missy toestemming tot heropening, welke op 10-12-1754 werd verleend. De heropening had plaats op 13 december 1754, waarna op 20 december 1754 de naam gewijzigd werd in ‘La Bien Aimée’.
De Loge stelde zich op 10 december 1756 onder Nederlands gezag en kreeg op 14 december 1756 een nieuwe constitutiebrief van L. Dagran en vervolgens een nieuwe op 23 mei 1757, getekend door C.W. baron van Boetzelaer. Op 16 december 1757 deelde de loge mede zich af te scheiden van de Nationale Grootloge.
Middels een brief d.d. 24-08-1759 stelde zij zich opnieuw onder Nederlands gezag. Op 1 september 1759 werd dit door Baron van Boetzelaer aanvaard, hetgeen bekrachtigd werd door wederom een nieuwe constitutiebrief gedateerd: 1 november 1759.
Loge La Bien Aimée is een ‘loge fondatrice’; een van de tien loges die hebben deelgenomen aan de verkiezing van een Grootmeester op 26 december 1756 – een gebeurtenis die beschouwd wordt als de oprichting (of het herstel) van de Groote Loge der Zeven Verenigde Nederlanden. Het belang van menslievendheid, gelijkheid en tolerantie waren daar belangrijke onderwerpen.
Van 1945 tot 1952 gaf de loge onderdak aan de leden van Loge ‘Concordia Vincit Animos’.

## Betekenis naam
“De welbeminde”. Bedoeld is de (moeder)loge, waarin in stilte en vertrouwen wordt gearbeid (‘silentio et fide’). Op de oudste almanakken komt een afbeelding voor van de Vrouwengestalte met de zinspreuk ‘Silentio et Fide’. In Matt. 12:20, in de Franse versie, is sprake van ‘mon bien-aimé’; op Jezus wordt Jesaja 42:3 van toepassing geacht. Jesaja spreekt overigens van ‘mon élu’! Ook de andere evangelies hebben soortgelijke teksten.
Vrijmetselarij · Beginselen · Geschiedenis · Symbolen · Vrijmetselaarsloge · Ordegrondwet · Obediëntie · Regulariteit en irregulariteit · Ritus · Graden · Grootmeester · Gemengde vrijmetselarij · Para-vrijmetselarij · Antivrijmetselarij · Vrijmetselarij in Nederland · Vrijmetselarij in België · Internationale vrijmetselarij
>>> Meer info op Portaal:Vrijmetselarij <<<